# Louis Houthooft
Louis Houthooft (Puurs, 24 juni 1913 - Bornem, 26 januari 1986) was een Belgische verzetsstrijder tijdens de Tweede Wereldoorlog.

## Biografie
Houthooft was voor de oorlog werkzaam als loodgieter. Tijdens de oorlog werd hij lid van de verzetsbeweging De Zwarte Hand.
Hij was op 28 september 1941 een van de eerste leden van De Zwarte Hand die werden gearresteerd terwijl hij aan het werk was in de Eternitfabriek te Kapelle-op-den-Bos. Hij droeg op het ogenblik van de arrestatie een pistool, dat werd ontdekt. Hij werd weggevoerd naar de gevangenis in Mechelen waar hij werd verhoord en ervan werd beschuldigd de leider te zijn van De Zwarte Hand (wat hij niet was). Hij zouden de volgende dagen ondervraagd en gemarteld worden.
De zevende dag van zijn gevangenschap werd hem gevraagd of hij Pierre Vincent kende. Hij wist te achterhalen dat de Duitsers wisten dat toen hij met Vincent en nog iemand een avond op café was geweest in Sint-Amands, en ze daar anti-Duitse gesprekken hadden gevoerd, zodat het waarschijnlijk is dat een van de verraders een stamgast uit het café was.
Houthooft diste uiteindelijk het verhaal op dat hij nog een revolver had verstopt in een droge gracht tussen Oppuurs en Sint-Amands. Hij werd geboeid naar de plek gevoed, maar zag er geen kans een ontsnappingspoging te wagen. Terug in de gevangenis werd hij opnieuw gemarteld. Hij speelde vervolgens dat hij gebroken was door de mishandelingen, en dat de wapens in zijn tuin waren begraven in Puurs. Houthooft werd samen met twee bewakers naar Puurs gestuurd, waar hij begon te graven in de tuin.  Toen een van de gendarmen de andere hielp een sigaret aan te steken maakte Houthooft van de gelegenheid gebruik om over de tuinmuur te springen.
Via verschillende tussenstations vluchtte Houthooft naar Frankrijk. Omdat in Frankrijk ook volop razzia's werden gehouden tegen verzetslieden, keerde hij na een maand terug naar België, waar hij in Oostakker aan een vervalst paspoort raakte. De komende 10 maanden verbleef hij op een heel aantal verschillende adressen tot hij op 30 augustus 1942 terugkeerde naar huis. De volgende dag trok hij toch naar een veilig adres in Beervelde, om na drie weken definitief terug naar het ouderlijk huis. Tot de bevrijding op 4 september 1944, twee jaar later, leefde hij verborgen op de zolderkamer.
Na de bevrijding werd hij luitenant in de verzetsbeweging. Hij hielp verschillende collaborateurs en Duitsers op te sluiten in het Fort van Breendonk.
Quasi onmiddellijk na zijn arrestatie werden bijna alle leden van De Zwarte Hand gearresteerd en gedeporteerd naar concentratiekampen. Slechts 37 van de 111 gedeporteerden overleefden de kampen. Een mogelijke reden dat de andere leden van De Zwarte Hand niet onderdoken toen de arrestaties begonnen, is dat Houthoofts familie na zijn ontsnapping als gijzelaar werd gearresteerd, en ze niet wilden dat hun familie hetzelfde lot stond te wachten.